# Alexandra Narváez
Alexandra Narváez Trujillo es una científica ecuatoriana que se ha destacado en su campo debido a la profundidad de estudios realizados y a ciertos artículos académicos publicados. Graduada en la Pontificia Universidad Católica del Ecuador y con posgrados obtenidos en Estados Unidos y Francia, especializada en Biología Molecular Vegetal. Actualmente ejerce en varias actividades, se desempeña como sub-decana de la Facultad de Ciencias Exactas y Naturales de la Pontificia Universidad Católica del Ecuador. Es investigadora principal en el Centro de Investigación para la Salud en América Latina (CIseAL) y es profesora de la Escuela de Ciencias Biológicas en la Pontificia Universidad Católica del Ecuador.

## Biografía
Alexandra Narváez obtuvo su título de licenciada en Ciencias Biológicas en la Pontificia Universidad Católica del Ecuador en 1991. Realizó su maestría en el área de biología molecular vegetal en Oregon State University debido al prestigio de dicha institución educativa, además, para finalizar su dominio en el campo de la ciencia cursó sus estudios de doctorado en la Universidad de Montpellier II, en Francia tomando como especialización un PHD en Recursos Fitogenéticos.  
Ha dirigido varios proyectos de investigación relacionados con ecología molecular poniendo énfasis en forestales andinos y expresión genética diferencial en respuesta a estrés en plantas, temas que han sido de gran interés para la comunidad científica en su país natal y que la han llevado a obtener un gran reconocimiento entre las mujeres científicas del Ecuador. Narváez lleva 20 años laborando en esta institución educativa cuya área de investigación corresponde a la bioprospección y cuya línea de investigación es la Conservación de la Biodiversidad. Sus artículos han sido citados en otros trabajos académicos debido a los análisis que ha realizado de manera profunda en cuanto a temas de interés científico. 
Uno de los artículos publicados por su autoría con mayor reconocimiento en el ámbito educativo en cuanto a su especialidad es "La domesticación de la Yuca , y su relación con un pariente ecuatoriano poco conocido" publicado en la revista "Nuestra Ciencia", dicho artículo explica a profundidad el origen del genoma de la yuca en términos científicos y contribuye con un análisis haciendo referencia a su origen en tierras ecuatorianas. En lo referente a sus proyectos destacados sobresale el proyecto realizado en inglés llamado "Bioactivity screening of the ecuadorian fungal endophyte collection (CE-QCA)". que consistía en la evaluación de la actividad  antifúngica, antibacteriana y antiparasitaria de endófitos fúngicos específicos del CEQCA a través de diferentes bioensayos.
En una declaración a la página oficial de la Facultad de Ciencias Exactas de la Pontificia Universidad Católica envió un mensaje para todas las mujeres que quieran involucrarse en la ciencia, señaló que la clave es encontrar aquello que las apasione, le pongan todo el esfuerzo y que nunca se rindan en el camino de este campo tan difícil pero que aporta mucho. Además, señaló que cuando realiza una investigación busca el valor agregado de la biodiversidad ecuatoriana mediante la identificación de biomoléculas bioactivas, realiza esto para aportar de manera positiva a la salud ambiental, agrícola y humana del país.

## Estudios
- Licenciatura en Biología en la Pontificia Universidad Católica del Ecuador (1985-1991).
- Maestría en ciencia: Plan Molecular Biology en Oregon State University  (1993-1995).
- Phd. en Recursos Fitogenéticos en Universite Montpellier (2000-2004).

## Publicaciones
- Celulasas presentes en el tracto digestivo del camarón Litopenaeus vannamei (2017).[7]
- Biatriospora (Ascomycota: Pleosporales) (2016).[7]
- Identification of a fungal 1, 8-cineole synthase from Hypoxylon sp. with specificity determinants in common with the plant synthases[8]
- Biosynthesis and genomic analysis of medium-chain hydrocarbon production by the endophytic fungal isolate Nigrograna mackinnonii E5202H[9]